# 구로이시역 (아오모리현)
구로이시역(일본어: 黒石駅)은 일본 아오모리현 구로이시시에 위치한 고난 철도 고난 선의 철도역이다. 섬식 승강장 1면 2선의 구조를 갖춘 지상역이다.

## 타는 곳
| 1 · 2 | ■ 고난 선 | 상행 | 히라카 · 히로사키 방면 |

## 역 주변
- 아오모리 현도 38호 고쇼가와라쿠로이시 선
- 아오모리 현도 270호 구로이시테이류조 선
- 구로이시 시청
- 구로이시 세무서
- 구로이시 시 산업 회관
- 구로이시 시민 문화 회관

## 역사
- 1912년 8월 15일 : 일본국유철도 구로이시 게이벤 선의 구로이시역이 개업.
- 1950년 7월 1일 : 고난 철도의 고난쿠로이시역이 개업.
- 1984년 11월 1일 : 일본국유철도 구로이시 선이 고난 철도로 전환. 고난쿠로이시 역으로의 연락선을 건설해서 국철 구로이시 역을 폐지해, 고난쿠로이시 역으로 통합. 출.개찰 업무 위탁화, 자동 발권기 설치.
- 1986년 4월 1일 : 역사 신축. 역사도 고난쿠로이시 역에서 구로이시역으로 개칭.
- 1998년 4월 1일 : 구로이시 선 폐지.

## 인접 역
| 고난 철도 고난 선        | 고난 철도 고난 선 | 고난 철도 고난 선 |
| ------------------------ | ----------------- | ----------------- |
| 사카이마쓰 히로사키 방면 | ■ 고난 선         | 시·종착역         |